# آبشار سیهپو
آبشار سیهپو (به انگلیسی: Seahpo Peak Falls) آبشاری است که در پارک ملی کسکیدز شمالی، ایالات متحده آمریکا واقع شده و ارتفاع کلی ریزشگاه آن ۲٬۲۰۰ فوت (۶۷۰ متر) است.